# Paraguay en la Copa Mundial de Fútbol Sub-17 de 2015
La Selección de Paraguay fue uno de los 24 equipos participantes en la Copa Mundial de Fútbol Sub-17 de 2015, torneo que se llevó a cabo entre el 17 de octubre y el 8 de noviembre de 2015 en Chile.
La Selección de Paraguay se clasificó al campeonato mundial, después de obtener el cuarto puesto en el Campeonato Sudamericano de Fútbol Sub-17 de 2015, en donde actuó de local, en el último partido derrotó a Uruguay por 2-1, clasificando al mundial.

## Participación

### Grupo F
| Equipo        | Pts | PJ | PG | PE | PP | GF | GC | Dif |
| ------------- | --- | -- | -- | -- | -- | -- | -- | --- |
| Nueva Zelanda | 0   | 0  | 0  | 0  | 0  | 0  | 0  | 0   |
| Francia       | 0   | 0  | 0  | 0  | 0  | 0  | 0  | 0   |
| Siria         | 0   | 0  | 0  | 0  | 0  | 0  | 0  | 0   |
| Paraguay      | 0   | 0  | 0  | 0  | 0  | 0  | 0  | 0   |

| 19 de octubre de 2015, 20:00 | Siria | Partido 12 | Paraguay | Estadio Chinquihue, Puerto Montt |  |
|                              |       |            |          | Árbitro(s):                      |  |

| 22 de octubre de 2015, 20:00 | Paraguay | Partido 24 | Francia | Estadio Chinquihue, Puerto Montt |  |
|                              |          |            |         | Árbitro(s):                      |  |

| 25 de octubre de 2015, 16:00 | Paraguay | Partido 34 | Nueva Zelanda | Estadio Chinquihue, Puerto Montt |  |
|                              |          |            |               | Árbitro(s):                      |  |

- Datos: Q19788570